# Pseudaplosonyx coeruleipennis
Pseudaplosonyx coeruleipennis is een keversoort uit de familie bladkevers (Chrysomelidae). De wetenschappelijke naam van de soort werd in 1884 gepubliceerd door Duvivier.